# Ctenomys scagliai
Ctenomys scagliai là một loài động vật có vú trong họ Ctenomyidae, bộ Gặm nhấm. Loài này được Contreras miêu tả năm 1999.